# Black & White 2: Battle of the Gods
Black & White 2: Battle of the Gods è un'espansione del videogioco Black & White 2, sviluppata dalla Lionhead Studios e pubblicata dalla Electronic Arts nel 2006.

## Modalità di gioco
Il gioco segue il tradizionale schema del videogioco strategico in tempo reale, e del videogioco di divinità, tuttavia rispetto agli altri titoli della serie, stavolta assume maggiore importanza la strategia.
In questo caso il giocatore si trova a affrontare una divinità nemica in una guerra; l'espansione fornisce la capacità di resuscitare i cittadini morti e di trasformarli in soldati.
Sono state inoltre aggiunte due nuove creature: la "tartaruga", già presente nel primo Black & White, e la "tigre" anch'essa presente già nella Black & White 2 collector's edition. Inoltre è anche possibile importare le creature in precedenza create in Black & White 2.